# Keith Dorney
College Football Hall of Fame 2005
(en) Statistiques sur pro-football-reference
Keith Robert Dorney, né le 3 décembre 1957 à Allentown, en Pennsylvanie, est un joueur américain de football américain. Il a été offensive lineman dans la National Football League (NFL) pendant neuf saisons dans les années 1970 et 1980. Il joue au football américain universitaire pour les Nittany Lions de l'université d'État de Pennsylvanie et reçoit les honneurs All-American. Dorney est choisi au premier tour de la draft 1979 de la NFL et joue pour les Lions de Detroit tout au long de sa carrière professionnelle.

## Premières années
Dorney est né à Allentown, en Pennsylvanie. Ayant grandi à Macungie, toujours en Pennsylvanie, il joue au football américain au lycée Emmaus High School à Emmaus, où il participe à la Eastern Pennsylvania Conference (en) (PIAA). Dans son autobiographie, Dorney raconte de manière dramatique comment il s’attaque simultanément au quarterback et au running back adverse et à la course à pied lors d’un drive sur la ligne de but. Il en a résulté une commotion cérébrale grave, qui a entraîné une légère amnésie antérograde.

## Carrière universitaire
Dorney fréquente l'université d'État de Pennsylvanie, où il joue pour l'équipe de football américain, les Nittany Lions de l' entraîneur Joe Paterno de 1975 à 1978. En 1978, en tant que senior, il est élu comme consensus dans les premières équipes All-American et Academic All-american. Il obtient un baccalauréat en sciences dans les domaines de l'assurance et de l'immobilier de Penn State en 1979 et une maîtrise en éducation de l' université de San Francisco. En hommage à ses performances à Penn State, Dorney est intronisé au College Football Hall of Fame en 2005.

## Carrière professionnelle
Après sa carrière de footballeur à Penn State, Dorney se présente à la draft 1979 de la NFL en 1979 et est sélectionné par les Lions de Detroit au premier tour, le 10e choix général. Il joue dans la NFL pendant neuf ans, de 1979 à 1987. Il est sélectionné une fois au Pro Bowl (en 1982). Pour les Lions, il joue à la fois offensive guard et offensive tackle. Il est également capitaine offensif de l'équipe de 1983 à 1987.
Les performances de Dorney dans la NFL sont mises en évidence par son rôle de bloqueur principal pour le running back, Billy Sims.

## Vie privée
L'autobiographie de Dorney, Black et Honolulu Blue: Dans les tranchées de la NFL, raconte sa vie et sa carrière de footballeur.
De 2003 à 2006, Dorney enseigne l’anglais en première année à la Cardinal Newman High School de Santa Rosa, en Californie. Dorney et le quarterback Joe Montana, membre du Pro Football Hall of Fame, ont tous deux fourni au Cardinal Newman un soutien périodique en matière d’entraînement.